# Xô Preguiça
"Xô Preguiça" é uma canção da apresentadora e cantora brasileira Eliana, sendo o oitavo single de sua carreira, presente em seu quinto álbum de estúdio, Eliana. É considerada uma das músicas mais populares da apresentadora, junto com Os Dedinhos, Pop Pop, Olha o Passarinho e A Dança dos Bichos, sendo lembrada até hoje.

## Background
A música de maior destaque do disco foi escolhida por estimular a criança a perder a preguiça. Escrita por Ringo e Caio Flávio, a canção fala sobre começar o dia sem preguiça, praticando exercícios. O single desta canção foi lançado em 1997.

## Bloco
Em 1998, Eliana desenvolveu um bloco carnavalesco fora de época que leva a canção como título. Sua primeira apresentação ocorreu em Recife, Pernambuco, reunindo mais de 3 mil foliões. Em 1999, o bloco continuou, acontecendo no dia 2 de maio, lançando o bloco oficialmente. Ainda no mesmo ano, Eliana levou o bloco para o Fortal, em Fortaleza, primeira vez fora de Recife. Em 2000, o bloco aconteceu em Natal. No ano de 2001, o bloco foi parte do Maceió Fest, em Maceió, no último dia do bloco. Em 2002, Eliana retornou ao Maceió Fest com o bloco. Em 2003, o mesmo se repetiu, com Eliana trazendo o bloco novamente para o Maceió Fest. Devido a mudança de público da apresentadora, o bloco não continuou em 2004.

## Videoclipe
O videoclipe da canção foi gravado em uma fazenda, aonde vemos crianças praticando exercícios, andando de bicicleta, pescando, entre outras coisas.

## Outras versões

### Rebeka Angel
Em 2009, Rebeka Angel, na época, apresentadora do Carrossel Animado, regravou a canção para seu disco de estreia.